# Баньцяо (станция метро)
«Баньцяо» (англ. Banqiao; кит. 板橋) — станция линии Баньнань Тайбэйского метрополитена, открытая 31 мая 2006 года в составе участка Тучэн. Расположена между станциями «Синьпу» и «Фучжун». Находится на территории районаБаньцяо города Новый Тайбэй. Станция связана с вокзалом Баньцяо и со станцией высокоскоростной железной дороги.

## Техническая характеристика
«Баньцяо» — колонная трёхпролётная станция. На станции есть три выхода, оснащённых эскалаторами. Один выход также оснащён лифтом для пожилых людей и инвалидов.  11 июня 2015 года на платформе линии Баньнань были установлены автоматические платформенные ворота. На платформе кольцевой линии установлены платформенные раздвижные двери.

## Тунъюн-пиньинь
Станция «Баньцяо» была открыта в период президентства Чэнь Шуйбяна, лидера Демократической прогрессивной партии. Эта партия поддерживает использование тайваньского пиньиня тунъюн, поэтому английское название станции написано с помощью и ханьюй-пиньиня и тунъюн-пиньиня.